# Pjoenikstadion
Het Pjoenikstadion is een voetbalstadion in de Armeense stad Jerevan. In het stadion speelt Pjoenik Jerevan 2 haar thuiswedstrijden. Het stadion maakt onderdeel uit van het trainingscomplex van Pjoenik Jerevan.